# Wormaldia praecursor
Wormaldia praecursor là một loài Trichoptera hóa thạch trong họ Philopotamidae.